# IC 1815
IC 1815 је спирална галаксија у сазвјежђу Троугао која се налази на листи објеката дубоког неба у Индекс каталогу.
Деклинација објекта је + 32° 25' 48" а ректасцензија 2h 34m 19,9s. Привидна величина (магнитуда) објекта IC 1815 износи 13,3 а фотографска магнитуда 14,3. IC 1815 је још познат и под ознакама UGC 2047, MCG 5-7-14, CGCG 505-13, NPM1G +32.0103, PGC 9794.